# Galeazzo Marescotti
Galeazzo Marescotti (Vignanello, 1º de outubro de 1627 – Roma, 3 de julho de 1726) foi um cardeal do século XVII e XVIII.

## Biografia
Nasceu em Vignanello em 1º de outubro de 1627. De uma nobre e antiga família romana de origem escocesa. Filho de Sforza Vicino Marescotti, quarto conde de Vignanello, e Vittoria, Ruspoli, de família patrícia romana. Entre seus irmãos estavam Francesco, Alessandro e Marc'Antonio, cônego da basílica patriarcal do Vaticano. Seu sobrenome também está listado como Mariscotti.
Obteve o doutorado in utroque iure, direito canônico e civil. Recebeu a tonsura clerical e as ordens menores, em 6 de julho de 1653.
Protonotário participante apostólico, 1650. Referendário do tribunal da Assinatura Apostólica da Justiça e da Graça, 1655. Governador da cidade de Fano. Governador da cidade de Ascoli, 1661. Protonotário apostólico. Membro da Câmara Apostólica. Recebeu o subdiaconato em 8 de setembro de 1662; e o diaconato, 10 de setembro de 1662.
Ordenado em 29 de setembro de 1662. Inquisidor em Malta, 1664-1666; deixou ao seu sucessor um documento: Instruzione lasciata da monsignor Galeazzo Marescotti inquisitore di Malta a monsignor Ranuzzi suo successe, um manuscrito com informações sobre os anos que passou em Malta, de grande interesse para compreender a atividade do inquisidor e as regras de comportamento em suas relações com a Ordem. Assessor do Supremo Tribunal da Inquisição Romana e Universal, de 26 de maio de 1666 a 1668.
Eleito arcebispo titular de Corinto, em 27 de fevereiro de 1668. Consagrado, em 4 de março de 1668, igreja de Ss. Sisto e Domenico, do cardeal Pietro Vidoni, bispo de Lodi, coadjuvado por Giacomo de Angelis, ex-arcebispo de Urbino, e por Carlo de Vecchis, arcebispo titular de Atena. Assistente do Trono Pontifício, 4 de março de 1668. Núncio extraordinário na Áustria. Núncio na Polônia, em 10 de março de 1668; sobre sua nunciatura escreveu Relazione della nunziatura di Polonia fatta dal sudetto monsenhor Marescotti negli anni 1668, 1669 e 1670 . Núncio na Espanha, 13 de agosto de 1670.
Criado cardeal sacerdote no consistório de 27 de maio de 1675; recebeu o gorro vermelho e o título de S. Bernardo alle Terme, em 23 de março de 1676. Legado em Ferrara, em 23 de março de 1676. Participou do conclave de 1676, que elegeu o Papa Inocêncio XI. Transferido para a sé de Tivoli, com título pessoal de arcebispo, a 4 de setembro de 1679. Optou pelo título de Ss. Quirico e Giulitta, 22 de setembro de 1681. Cessou o cargo de bispo da diocese de Tivoli, em 21 de novembro de 1685. Camerlengo do Sagrado Colégio dos Cardeais, de 3 de março de 1687 a 17 de maio de 1688. Participou do conclave de 1689, que elegeu o Papa Alexandre VIII. Participou do conclave de 1691, que elegeu o Papa Inocêncio XII. Pró-prefeito da SC do Concílio Tridentino, de 10 de maio de 1692 a dezembro de 1695. Pró-camerlengo da Santa Igreja Romana, de 4 de julho de 1698 até 24 de novembro de 1698. Optou pelo título de S. Prassede, em 21 de junho de 1700. Secretário do Supremo Tribunal da Inquisição Romana e Universal, 1700-1716. Participou do conclave de 1700, que elegeu o Papa Clemente XI; os franceses apresentaram um veto contra sua eleição para o papado. Optou pelo título de S. Lorenzo em Lucina, 30 de abril de 1708. Cardeal protoprete . Por causa de sua idade avançada, renunciou a todos os cargos em maio de 1715. Não participou do conclave de 1721, que elegeu o Papa Inocêncio XIII. Não participou do conclave de 1724, que elegeu o Papa Bento XIII.
Morreu em Roma em 3 de julho de 1726, às 18 horas, em seu palácio romano. Transferido na noite seguinte para a igreja de Santissimo Nome di Gesù, Roma, onde aconteceu a cappella papalis em 5 de julho de 1726, com a participação do Papa Bento XIII. Naquela noite foi cantada a vigília fúnebre e em seguida ele foi sepultado no túmulo de sua família naquela mesma igreja. Em 14 de julho de 1726, foi emitido o decreto de beatificação de sua ancestral Giacinta Marescotti, TOR.